# ブレット・デビアス
ブレット・デビアス（Brett DiBiase、1988年3月16日 - ）は、アメリカ合衆国のプロレスラー。WWEの下部団体FCWに所属していた。
祖父は元WWA世界ヘビー級王者 "アイアン" マイク・デビアス。"ミリオンダラー・マン" ことテッド・デビアスの息子（三男）で、マイク・デビアス（2代目）とテッド・デビアス・ジュニアの実弟である。

## 来歴
2008年にWWEと契約し、FCWでトレーニングを開始。
デビュー間もないながらもシェイマスやドルフ・ジグラーなどの胸を借りて試合をこなした。
2009年にFCWのテレビマッチに登場。8月にはRAWに昇格したが、試合はできずバックステージのみの登場で終わってしまった。しかし、兄であるテッド・デビアス・ジュニアと共演を果たす。
FCWに戻った後はカート・ヘニングの息子であるジョー・ヘニングと組んで二世レスラータッグチーム、フォーチュネイト・サンズ（The Fortunate Sons）を結成。FCWフロリダタッグチーム王座を獲得した。
2011年にはラッキー・キャノン、マキシンとユニットを組んでボー・ロトンドと抗争を繰り広げた。5月にはリリースを発表されたが、数日後にはレフェリーとして登場。しかし、以前より故障していた膝の怪我がひどくなっていたため、自ら退団を申し出てリリースが確定した。

## 得意技
- ミサイルキック
- スプリング・ボード式クロス・ボディ

## 獲得タイトル
- FCWフロリダタッグチーム王座 : 1回

w / ジョー・ヘニング
- PPWヘビー級王座 : 1回

## 入場曲
- All Liquored Up
- In For The Count